# Ruyaulcourt
Ruyaulcourt é uma comuna francesa na região administrativa de Altos da França, no departamento de Pas-de-Calais. Estende-se por uma área de 6,4 km², com 295 habitantes, segundo os censos de 1999, com uma densidade de 46 hab/km²

## Lugares interessantes
- A igreja de St.Pierre, reconstruída, juntamente com a maioria da aldeia, após a Primeira Guerra Mundial
- O Túnel Ruyaulcourt é uma característica notável do Canal du Nord.